# Ferme à Karlovčić
La ferme à Karlovčić (en serbe cyrillique : Комплекс зграда са окућницом у Карловчићу ; en serbe latin : Kompleks zgrada sa okućnicom u Karlovčiću) est située à Karlovčić, dans la province de Voïvodine, dans le district de Syrmie et dans la municipalité de Pećinci, en Serbie. Elle est inscrite sur la liste des monuments culturels d'importance exceptionnelle de la République de Serbie (identifiant no SK 1031).

## Présentation

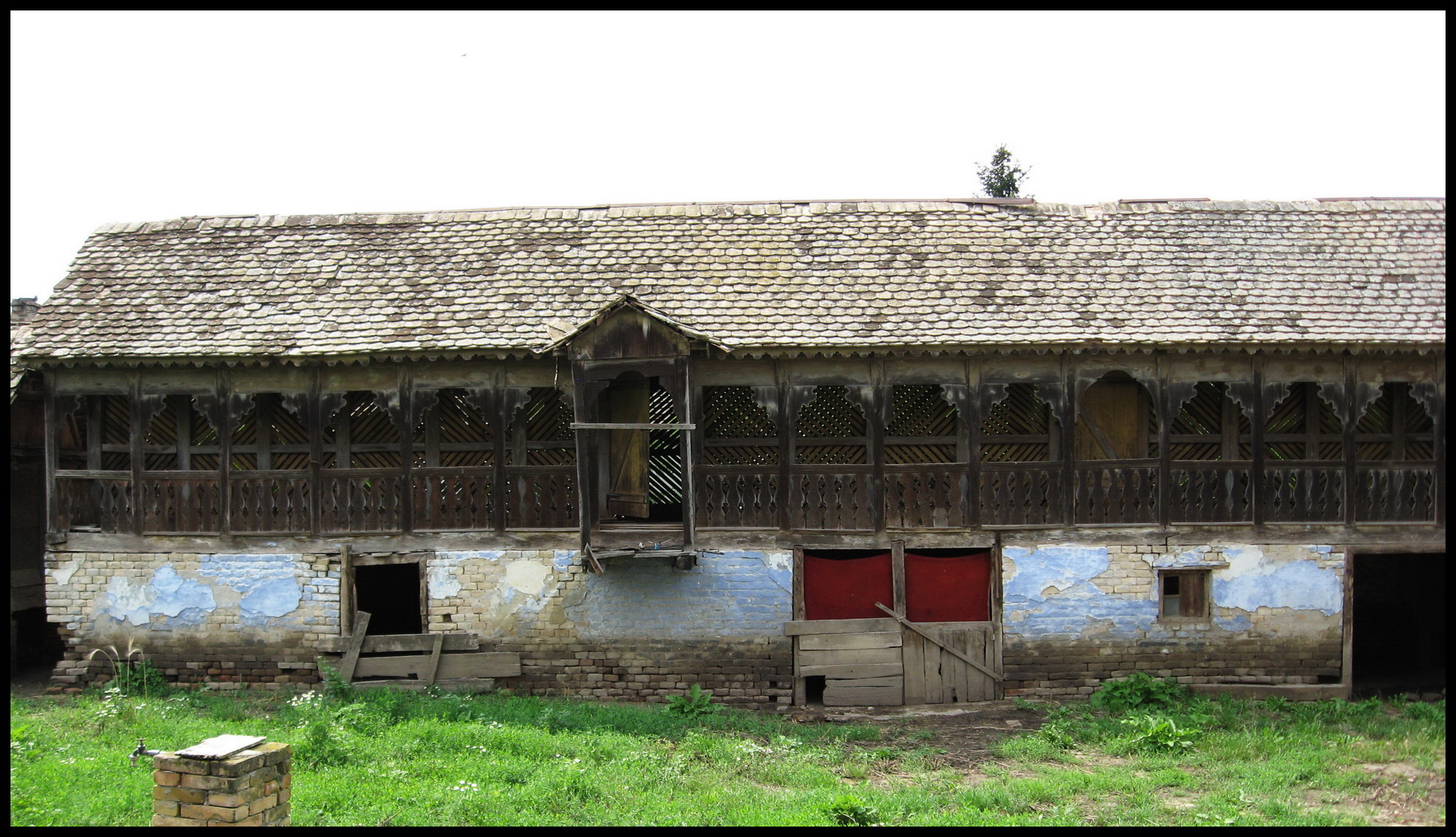
Kotobanja, 1908

La ferme, organisée autour d'une cour, a été créée dans la seconde moitié du XIXe siècle et a pris son apparence finale dans la seconde décennie du XXe siècle.
Elle est constituée d'une maison et de deux ambars (greniers) avec des kotobanjas (sortes de séchoir à maïs). La maison, caractéristique des maisons rurales de Voïvodine, a été construite en 1912 par les maîtres constructeurs Dešići de Golubinci. En face de la maison se trouvent les bâtiments économiques, construits en chêne et couverts de tuiles. L'ambar le plus grand a été construit en 1908 par les mêmes artisans que ceux de la maison ; il dispose d'une galerie richement décorée. L'autre ambar est doté d'un porche avec des colonnes ; il a été construit en 1885.
Cette ferme représente un exemple précieux des constructions rurales en Syrmie au tournant des XIXe et XXe siècles.

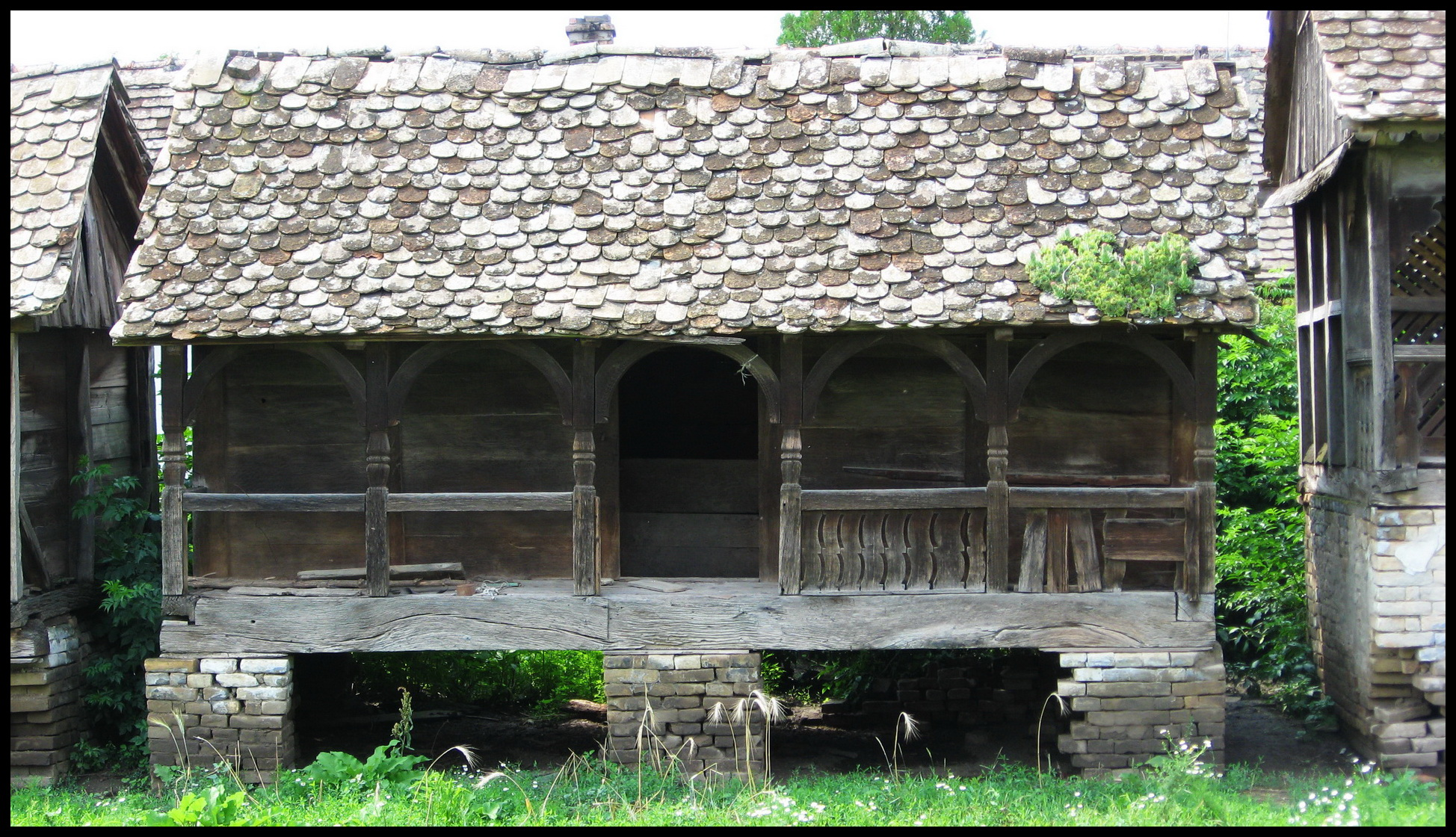
Ambar, 1885